# Артотина
Артотѝна (на гръцки: Αρτοτίνα) е село в Република Гърция, област Централна Гърция, дем Дорида. Селото има население от 499 души.
На няколко километра източно от селото, на северните склонове на Вардуша, се намира извора на река Евинос.
По силата на Лондонския протокол от 3 февруари 1830 годна селото е на границата между създаващото се Кралство Гърция и Османската империя.

## Личности
Родени в Артотина
- Василиос Ставропулос (1876 – ?), гръцки андартски капитан